# Maurice Mollin
Maurice Mollin (* 6. Mai 1924 in Antwerpen; † 5. August 2003 in Deurne) war ein belgischer Radrennfahrer.
Mollin war von 1945 bis 1958 Radprofi. Er bestritt die Tour de France 1947, wo er jeweils Zweiter auf den Etappen nach Bordeaux sowie Caen wurde und in der Gesamtwertung Rang 42 belegte. 1948 gelang Mollins größter Karriereerfolg mit dem Sieg beim Klassiker Lüttich–Bastogne–Lüttich.
1949 folgten weitere Erfolge bei Eintagesrennen: Mollin wurde Achter bei der Flèche Wallonne und Paris–Brüssel, Fünfter bei Gent–Wevelgem und erreichte jeweils den dritten Rang bei den Rennen Quer durch Flandern und Het Volk – vier Jahre später wurde er Zweiter bei diesen Rennen. An der Spanienrundfahrt nahm Mollin 1950 teil und schaffte einen zweiten Etappenrang. Größter Erfolg am Ende seiner sportlichen Laufbahn war der fünfte Platz bei Paris–Roubaix 1957.
Maurice Mollin starb 2003 im achtzigsten Lebensjahr während einer Fahrradtour. Sein Vater Bart und Onkel Piet Mollin waren vor dem Zweiten Weltkrieg Ringer. Mollins jüngerer Sohn Henri sowie Enkel Bart nahmen als alpine Skiläufer an Olympischen Winterspielen teil.